# Jon Favreau
Jonathan Kolia „Jon“ Favreau (* 19. října 1966 New York) je americký herec, režisér, scenárista a producent. Hrál například ve filmech Bourák, Proutníci (který také napsal), Šest pohřbů a jedna svatba, Daredevil, Rozchod! a Šéf. K jeho režijním počinům patří snímky Vánoční skřítek, Iron Man, Iron Man 2, Kovbojové a vetřelci, Šéf, Kniha džunglí a Lví král. V roce 2019 vytvořil seriál Mandalorian ze světa Star Wars. Jeho nejvýznamnější televizní rolí byla postava Petea Beckera, přítele Moniky Gellerové ve třetí řadě seriálu Přátelé, ve filmech například ztvárnil postavu Happyho Hogana v sérii Marvel Cinematic Universe.

## Režijní filmografie
- 2001 – Ranaři
- 2003 – Vánoční skřítek
- 2005 – Zathura: Vesmírné dobrodružství
- 2008 – Iron Man
- 2010 – Iron Man 2
- 2011 – Kovbojové a vetřelci
- 2014 – Šéf
- 2016 – Kniha džunglí
- 2019 – Lví král